# Allodynerus africanus
Allodynerus africanus är en stekelart som beskrevs av Gusenleitner 1995. Allodynerus africanus ingår i släktet rörgetingar, och familjen Eumenidae. Inga underarter finns listade i Catalogue of Life.